# エジプト・イスラエル平和条約
エジプト・アラブ共和国及びイスラエル国との間の平和条約（エジプト・アラブきょうわこくおよびイスラエルこくとのあいだのへいわじょうやく、アラビア語: معاهدة السلام المصرية الإسرائيلية、ヘブライ語: הסכם שלום ישראל-מצרים）は、1979年にエジプトとイスラエルが締結した平和条約である。
通称はエジプト・イスラエル平和条約。

## 締結
キャンプ・デービッド合意に基づき、1979年3月26日、アメリカ合衆国・ワシントンD.C.で署名された。
エジプト・イスラエル両国の他、イスラエルの支援国であるアメリカが条約に署名した。

## 主旨
この条約の主旨は、
- 相互の国家承認
- 1948年以来続く中東戦争の休戦
- 1967年の六日間戦争で占領（英語版）したシナイ半島からのイスラエル軍及び入植者の段階的撤退（1982年完了）
- 返還後のシナイ半島におけるエジプト軍の兵力規模および活動地域の制限と国連平和維持軍の駐留（後述）

であった。
また、スエズ運河におけるイスラエル船舶の自由航行と、チラン海峡とアカバ湾を国際水路として認めることが規定された。

## 重要性

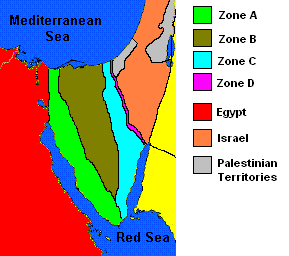
シナイ半島における兵力制限
A地区：エジプトは22,000人までの機械化歩兵を駐留させることができる
B地区：エジプトは文民警察を支援するために4個国境警備大隊を駐留させることができる
C地区：エジプト文民警察とMFOの活動しか認められない
D地区：イスラエルは4個歩兵大隊を駐留させることができる

- とりわけこの協定により、エジプトはイスラエルを正式に承認した最初のアラブ国家となった。1994年のイスラエル・ヨルダン平和条約により、ヨルダンがこれに続いた。
- この平和条約は、激しい論争の後に、エジプト大統領アンワル・アッ＝サーダートが1977年にイスラエルを訪問して、その16ヶ月後に調印された。画期的なキャンプ・デービッド合意の後にさえ、条約が調印されるという可能性はほとんどなかった。エジプトは、単独講和条約に調印しないようにアラブ諸国からの激しい圧力下にさらされていた。右派のリクードの党首でありイスラエル首相であったメナヘム・ベギンは、パレスチナの独立自治を許すような実際上の交渉のあらゆる枠組みを拒否していた。
- 同日結ばれた別個のイスラエル・アメリカ合意覚書において、アメリカは条約違反の場合におけるそのイスラエルへの関与、国連の役割、今後のイスラエルへの軍事・経済援助の提供について詳しく説明している。その後エジプトもまた、米国より軍事・経済援助を受け取った。
- 条約は、パレスチナ解放機構（PLO）との和平に連鎖させることを企図していたが、それは実現しなかった。イスラエルとPLOとの関係構築は1993年のオスロ合意まで待たねばならなかった。
- 返還後のシナイ半島におけるエジプト軍活動制限による軍事空白を埋めること、条約履行監視、およびアカバ湾の自由航行保障のために国連平和維持軍の導入が要請されたが、安保理で拒否権をもつソビエト連邦の反対姿勢が変わらないため断念された。代替として、西側の有志諸国によるシナイ半島駐留多国籍軍監視団（MFO）が派遣された。
- シナイ半島のうち、ヤミット（英語版）入植地などの撤収の際は、イスラエル軍が投入されてユダヤ人入植者を強制的に本土に連行した。タバはイスラエルが自国領として引き続き支配したが、国際司法裁判所の判決により1989年にエジプトに引き渡された。
- エジプトは西側諸国との関係を強化した一方でアラブ諸国内で孤立し、アラブ連盟はエジプトを資格停止とした。
- サーダートはイスラエルとの和平条約調印後、同条約ならびにイスラエルとの国交樹立に強く反対する「ジハード団」によって暗殺（英語版）された。
- エジプト世論では、反米・反イスラエル的な態度が強いが、エジプト政府としては同条約を維持することによる対米・対西側関係の維持を重視しており、サーダート暗殺後に成立したムバーラク政権およびシシ政権下でも、イスラエルとの国交それ自体は維持されている。